# Archeolarca cavicola
Archeolarca cavicola es una especie de arácnido del orden Pseudoscorpionida de la familia Larcidae.

## Distribución geográfica
Se encuentra en Arizona (Estados Unidos).